# Ludowa Spółdzielnia Wydawnicza
Ludowa Spółdzielnia Wydawnicza (LSW) – wydawnictwo założone w 1949 w Warszawie przez połączenie Spółdzielni Wydawniczej „Wydawnictwo Ludowe” i Spółdzielni Wydawniczej „Chłopski Świat”, które istniały od 1946.
Wydawnictwo publikuje m.in. dzieła z dziedziny historii, literatury popularnonaukowej, literatury pięknej (m.in. seria „Biblioteka Poetów”, od 1967, początkowo jako „Biblioteka Poetów XX Wieku”), a także poradniki. Poza działalnością wydawniczą Ludowa Spółdzielnia Wydawnicza podejmowała inicjatywy zmierzające do szerzenia czytelnictwa. Łączny nakład książek wydanych przez wydawnictwo wynosi ponad 75 mln egzemplarzy.
Obecnym prezesem zarządu i redaktorem naczelnym Ludowej Spółdzielni Wydawniczej jest Janusz Witak, a przewodniczącym rady nadzorczej jest Jan Woszczyna.

## Publikacje
1949:
- Deklaracja ideowo-programowa i statut Zjednoczonego Stronnictwa Ludowego (79 ss.)
- W 70 rocznicę urodzin J. Stalina (14 ss.)

1950:
- Józef Burszta, Wieś i karczma. Rola karczmy w życiu wsi pańszczyźnianej (228 ss.)
- Diderot, Zakonnica (228 ss.)
- Władysław Kowalski Dalekie i bliskie, wyd. III (199 ss.), seria: Biblioteka Gromady
- Władysław Kowalski Podstawy programowe Zjednoczonego Stronnictwa Ludowego. Referat wygłoszony na Kongresie Zjednoczenia Ruchu Ludowego (63 ss.)
- Władysław Kowalski Rodzina Mianowskich, wyd. II, ilustracje Tadeusz Gronowski (290 ss.)
- Aleksander Kozikowski, Choroby i szkodniki pszczół (97 ss.), seria: Biblioteka Rolnicza
- Stanisław Nędza-Kubiniec, Wybór wierszy (102 ss.)
- Władysław Ochmański, Zbójnictwo góralskie (252 ss.)
- Stanisław Piętak, Burzliwa pora. Opowieść (133 ss.)
- Stanisław Piętak, Wiersze wybrane (148 ss.)
- Anna Ptaszycka, Przestrzenie zielone w miastach (227 ss.)
- Michał Rękas, Z przeszłości chłopskiego antyklerykalizmu w Polsce (242 ss.)
- Stanisław Szczotka, Walka chłopów o wymiar sprawiedliwości (77 ss.)
- Czesław Wycech, Spisek Franciszka Gorzkowskiego. Na tle ruchów społecznych w końcu XVIII wieku (92 ss.)
- Émile Zola, Ziemia (2 tomy)
- Jan Żabiński, Zwierzęta domowe i ich dzicy krewniacy, wyd. II (59 ss.)

1951:
- Józef Broda, Andrzej Zamojski a sprawa chłopska w drugiej połowie XVIII w. (173 ss.)
- Stanisław Czernik, Poezja chłopów polskich. Pieśń ludowa w okresie pańszczyźnianym (353 ss.)
- Józef Gierowski, Kartki z rodowodu biedoty wiejskiej (130 ss.)
- Walentin Katajew, Maszyna elektryczna (79 ss.)
- Władysław Kowalski Bestia, ilustracje Tadeusz Gronowski (205 ss.)
- Władysław Kowalski, Józef Niećko Przemówienia prezesa ZSL marszałka Wł. Kowalskiego i prezesa Rady Naczelnej ZSL. J. Niećki na Radzie Naczelnej w dn. 7-9 grudnia 1950 (62 ss.)
- Stanisław Orzeł, Pod Łysicą (309 ss.)
- Stanisław Piętak, Wspólna dolina (118 ss.)
- Stanisław Szczotka, Powstanie chłopskie pod wodzą Kostki Napierskiego (172 ss.)
- Stanisław Szczotka, Z dziejów chłopów polskich (309 ss.)

1952:
- Bohdan Baranowski, Chłop polski w walce z Tatarami (81 ss.)
- Józef Ignacy Kraszewski, Lubonie. Powieść z X wieku (2 tomy)
- Stanisław Piętak, W Brzezinach. Opowiadanie o świetlicy gromadzkiej (39 ss.)
- Henryk Syska, Nad błękitną moją Narwią
- Czesław Wycech, Z przeszłości ruchów chłopskich (1768-1861) (1952)

1953:
- Tadeusz Bolduan, W krainie Słowińców (99 ss.)
- Jan Rak Utwory chłopa pańszczyźnianego, oprac. Stanisław Czernik (85 ss.), seria: Biblioteka Dawnych Pisarzy Chłopskich
- Henryk Syska, Nad błękitną moją Narwią (180 ss.)
- Henryk Syska, Syn Mazowsza (205 ss.)
- Stanisław Szczotka, Zaburzenia chłopskie w Białostocczyźnie (1861–1869) (129 ss.)
- Stanisław Wycech, Ks. Piotr Ściegienny. Zarys programu społecznego i wybór pism (252 ss.)

1954:
- Leszek Goliński, Syn ziemi. Rzecz o Wł. St. Reymoncie (173 ss.)
- Józef Ignacy Kraszewski, Budnik (154 ss.)
- Zbigniew Kuchowicz, Leki i gusła dawnej wsi. Stan zdrowotny polskiej wsi pańszczyźnianej w XVII–XVIII w. (200 ss.)
- Ferdynand Kuraś Wiersze i pamiętniki (116 ss.), seria: Biblioteka Dawnych Pisarzy Chłopskich
- Stanisław Orzeł, Kamienista droga (326 ss.)
- Stanisław Piętak, Po burzy. Cz. 1 (183 ss.)
- Michał Rękas, Obrońcy chłopów w dobie polskiego Odrodzenia (216 ss.)
- Kazimierz Wojciechowski, Oświata ludowa 1863-1905 w Królestwie Polskim i Galicji (264 ss.)

1955:
- Stanisław Czerniak, Z życia pańszczyźnianego w XVII wieku (198 ss.)
- Emil Dziedzic [wybór poezji i prozy], oprac. Antoni Olcha (182 ss.), seria: Biblioteka Dawnych Pisarzy Chłopskich
- Józef Ignacy Kraszewski, Biały książę (375 ss.)
- Wiktor Kordowicz, Konstanty Kalinowski. Rewolucyjna demokracja polska w powstaniu styczniowym na Litwie i Białorusi (304 ss.)
- Na wsi poznańskiej (82 ss.)
- Stanisław Piętak, Obce światy (255 ss.)
- Wojciech Pomykało, Ojciec chrzestny faszyzmu. Kartki z dziejów watykańskiej polityki zagranicznej (98 ss.)
- Tadeusz Rek, Chjeno-Piast 1922–1926 w świetle obrad Sejmu i Senatu (375 ss.)
- Hanna Sarnowska, Szyję sama (157 ss.)
- Wojciech Skuza [wybór utworów], oprac. Józef Bińczak (209 ss.), seria: Biblioteka Dawnych Pisarzy Chłopskich
- Czesław Wycech, Powstanie chłopskie w roku 1846. Jakub Szela (245 ss.)

1956:
- Helena Brodowska, Towarzystwo Rolnicze Hrubieszowskie (215 ss.)
- Jakub Szela. Pięć prac o Jakubie Szeli, wstęp Czesław Wycech (160 ss.)
- Antoni Korzycki, Chłopi wczoraj a dziś (182 ss.)
- Stanisław Orzeł, Chmurne lata (296 ss.)
- Wiesław Piątkowski, Dzieje ruchu zaraniarskiego (225 ss.}
- Stanisław Piętak, Ciężkie lato (114 ss.)
- Proste formy współdziałania na wsi (163 ss.)
- Przyjaciele ludzkości [Sylwetki osób, których pamięć zaleciła uczcić w 1956 r. Światowa Rada Pokoju] (115 ss.)
- Hanna Sarnowska, Szyję sama (152 ss.)
- Henryk Syska, A w Zielonej w Myszynieckiej (212 ss.)
- Henryk Syska, Tajemnica białego habitu (93 ss.)
- Maciej Szarek, Wiersze i proza, oprac. Jan Bolesław Ożóg (185 ss.), seria: Biblioteka Dawnych Pisarzy Chłopskich

1957:
- Jan Boenigk, Minęły wieki a myślmy ostali. Wspomnienia (304 ss.)
- Helena Gawrońska, Roboty szydełkowe. Samouczek (156 ss.)
- Józef Ignacy Kraszewski, Stach z konar, wyd. III (629 ss.)
- Zbigniew Kuchowicz, Z dziejów obyczajów polskich w wieku XVII i pierwszej poł. XVIII (629 ss.)
- Stanisław Piętak, Młodość Jasia Kunefała. Powieść, wyd. IV (202 ss.)
- Mirosława Puchalska, Władysław Orkan (211 ss.)
- Kajetan Sawczuk Pieśni, wybór Henryk Syska (178 ss.), seria: Biblioteka Dawnych Pisarzy Chłopskich
- W. Sieroszewski, Zamorski diabeł. Jan-Gui-Tzy (241 ss.)

1958:
- Józef Chałasiński, Przeszłość i przyszłość inteligencji polskiej (208 ss.)
- Zygmunt Klukowski, Dziennik z lat okupacji. Wspomnienia działacza społecznego i kulturalnego na Lubelszczyźnie, wstęp i redakcja Zygmunt Mańkowski (478 ss.)
- Józef Kowal, W XXX-lecie ZMW RP „Wici” 1928–1958 (76 ss.)
- Stanisław Piętak, Białowiejskie noce, wyd. zm. (286 ss.)
- Jan Stapiński, Pamiętniki (446 ss.)

1959:
- Jakub Bojko, Ze wspomnień (316 ss.)
- Helena Gawrońska, Roboty szydełkowe (199 ss.)
- Leszek Goliński, Światło na fali, ilustracje Andrzej Antoni Kowalewski (223 ss.)
- Józef Ignacy Kraszewski, Tytuł: Historia o Januszu Korczaku i o pięknej Miecznikównie (364 ss.)
- Mieczysław Lepecki, Maurycy August hr. Beniowski. Zdobywca Madagaskaru (212 ss.)
- Władysław Ochmański, Gospodarowanie na roli na ziemiach polskich w rozwoju dziejowym (395 ss.), seria: Biblioteka Uniwersytetów Ludowych i Powszechnych
- Antoni Olcha, Szumią dęby nad Iguassu (248 ss.)
- Henryk Syska, Nad Wisłą, nad Bugiem
- Henryk Syska, Tajemnica białego habitu (114 ss.)

1960:
- Euzebiusz Basiński, Na piastowskim szlaku (243 ss.)
- Jerzy Budziło, Stefan Dybowski, Z dziejów postępu. Zarys popularny (464 ss.), seria: Biblioteka Uniwersytetów Ludowych i Powszechnych

1961:
- Artur Bardach, Stanisław Herbst, Kultura polska w źródłach i opracowaniach (400 ss.), seria: Biblioteka Uniwersytetów Ludowych i Powszechnych
- Baśnie polskie, oprac. Tomasz Jodełka (459 ss.)
- Helena Gawrońska, Roboty na drutach, wyd. III (229 ss.)
- Władysław Kurkiewicz, Adam Tatomir, Wiesław Żurawski, Tysiąc lat dziejów Polski. Przegląd najważniejszych wydarzeń z historii i kultury (428 ss.), seria: Biblioteka Uniwersytetów Ludowych i Powszechnych
- Stanisław Krzeptowski, Gawędy góralskie (94 ss.)
- Aleksander Neyman, Człowiek i przestrzeń (239 ss.), seria: Biblioteka Uniwersytetów Ludowych i Powszechnych
- Eugeniusz Nowak, Ptaki pomocnikami rolnika (190 ss.), seria: Biblioteka Uniwersytetów Ludowych i Powszechnych
- Tadeusz Przypkowski, Po drodze w kosmos (236 ss.), seria: Biblioteka Uniwersytetów Ludowych i Powszechnych
- Tadeusz Seweryn, Technicy i wynalazcy ludowi (100 ss.), seria: Biblioteka Uniwersytetów Ludowych i Powszechnych
- Józef Sieradzki, Wędrówka po stuleciach (144 ss.), seria: Biblioteka Uniwersytetów Ludowych i Powszechnych
- Władysław Syrokomla, Wybór poezji (590 ss.)

1962:
- Józef Chałasiński, Kultura amerykańska. Formowanie się kultury narodowej w Stanach Zjednoczonych Ameryki (669 ss.)
- Kraszewski o powieściopisarzach i powieści. Zbiór wypowiedzi teoretycznych i krytycznych, oprac. Stanisław Burkot (301 ss.)
- Władysław Kurkiewicz, Adam Tatomir, Wiesław Żurawski, Tysiąc lat dziejów Polski, wyd. II popr. i uzup. (536 ss.), seria: Biblioteka Uniwersytetów Ludowych i Powszechnych
- Mieczysław Lepecki, Po bezdrożach Brazylii (401 ss.)
- Stanisław Piętak, Matnia. Opowiadania, ilustracje Wiesława Cichońska (182 ss.)
- Witold Ptaszyński, Jak rozumieć książkę z której się uczymy. Wskazania logiki (286 ss.), seria: Biblioteka Uniwersytetów Ludowych i Powszechnych
- Maria Siedmiograj, Taka sobie bajka o koronie króla Kołka. W III aktach, 6 odsłonach (71 ss.), seria: Biblioteka Teatrów Amatorskich
- Henryk Syska, Tajemnica białego habitu

1963:
- Anna Bojarowa, Domowy poradnik kroju (177 ss.)
- Jędrzej Cierniak, Źródła i nurty polskiego teatru ludowego. Wybór pism, inscenizacji i listów, oprac. Antoni Olcha (446 ss.)
- Andrzej Grębecki, O życiu i śmierci w przyrodzie (185 ss.), seria: Biblioteka Uniwersytetów Ludowych i Powszechnych
- Julian Kawalec, W słońcu (119 ss.)
- Gabriela Pauszer-Klonowska, Trudne życie. Opowieść o Bolesławie Prusie (425 ss.)
- Stanisław Piętak, Plama, ilustracje Ryszard Dudzicki (146 ss.)
- Leszek Prorok, Powrót taty. Komedia w 3 aktach z prologiem i epilogiem (113 ss.), seria: Biblioteka Teatrów Amatorskich
- Janina Rosnowska, Dzieje poety. O Wincentym Polu (372 ss.)
- Michał Rusinek, Dwie Ewy. Komedia w 3 aktach (103 ss.), seria: Biblioteka Teatrów Amatorskich
- Maria Siedmiograj, Jak Wojtek muzykant odwiedził piekło. Bajka sceniczna w 3 aktach 6 odsłonach (66 ss.), seria: Biblioteka Teatrów Amatorskich
- Rajmund Sosiński, Rozmowy o technice (396 ss.)
- Henryk Syska, Zygmunt Gloger (137 ss.)
- Jan Żabiński, Człowiek jest plastyczny (162 ss.), seria: Biblioteka Uniwersytetów Ludowych i Powszechnych
- Irena Turowska-Bar, Polskie czasopisma o wsi i dla wsi od XVIII w. do r. 1960. Materiały bibliograficzno-katalogowe (188 ss.)

1964:
- István Csapláros, Kraszewski a Węgry (212 ss.)
- Władysław Kurkiewicz, Adam Tatomir, Wiesław Żurawski, Tysiąc lat dziejów Polski, wyd. III (543 ss.), seria: Biblioteka Uniwersytetów Ludowych i Powszechnych
- Stanisław Piętak, Odmieniec, ilustracje Ryszard Dudzicki (163 ss.)
- Wspomnienia więźniów Pawiaka (437 ss.)

1965:
- Teodor Goździkiewicz, Fryckowe lato (135 ss.)
- Maria Malaszek Kulfanowa, Jerzy Dubrowski, Wspomnienia Mazowszanki (252 ss.)
- Stefan Majchrowski, Pan Fredro (319 ss.)
- Stanisław Piętak, Młodość Jasia Kunefała; Ucieczka z miejsc ukochanych, ilustracje Maciej Hibner (499 ss.)
- Maciej Rataj, Pamiętniki 1918-1927 (491 ss.)
- Henryk Syska, Mazurskie spotkania (210 ss.)
- Tu jest mój dom. Pamiętniki z Ziem Zachodnich i Północnych, wstęp Józef Chałasiński (702 ss.)

1966:
- Franciszek Bernaś, Julitta Mikulska-Bernaś, Klęska (455 ss.)
- Wincenty Danek, Powieści historyczne J. I. Kraszewskiego (267 ss.)
- Władysław Kowalski Wino, ilustracje Wiktor Chrucki (672 ss.)
- Edward Kozikowski, Portret Zegadłowicza bez ramy. Opowieść biograficzna na tle wspomnień osobistych (567 ss.)
- Gabriela Pauszer-Klonowska, Historie nie wymyślone (331 ss.)
- Stanisław Piętak, Notatnik poetycki, ilustracje Karol Syta (163 ss.)
- Stanisław Piętak, Opowiadania wybrane, wybór Wanda Leopold, ilustracje Wiktor Chrucki (439 ss.)
- Czesław Wycech, Wincenty Witos w świetle własnej twórczości pisarskiej (68 ss.)

1967:
- Guillaume Apollinaire, Poezje wybrane, tłum. Adam Ważyk (130 ss.), seria: Biblioteka Poetów XX Wieku
- Krzysztof Kamil Baczyński, Poezje wybrane (136 ss.), seria: Biblioteka Poetów XX Wieku
- Władysław Broniewski, Poezje wybrane, wybór Jan Zygmunt Jakubowski (134 ss.), seria: Biblioteka Poetów XX Wieku
- Przemysław Burchard, Inne ludy, inne kraje (288 ss.)
- Andrzej Dołęgowski, Zagryziakowie, ilustracje Szymon Kobyliński (140 ss.), seria: Biblioteka Teatrów Amatorskich
- Stanisław Iłowski, Vademecum teatru amatorskiego (429 ss.), seria: Biblioteka Teatrów Amatorskich
- Barbara Kocówna, Polskość Conrada (257 ss.)
- Władysław Kurkiewicz, Adam Tatomir, Wiesław Żurawski, Tysiąc lat dziejów Polski, wyd. IV popr. i rozszerz. (675 ss.), seria: Biblioteka Uniwersytetów Ludowych i Powszechnych
- Bolesław Leśmian, Poezje wybrane, wybór Jan Zygmunt Jakubowski (143 ss.), seria: Biblioteka Poetów XX Wieku
- Tadeusz Nowak, Poezje wybrane (142 ss.), seria: Biblioteka Poetów XX Wieku
- Bułat Okudżawa, Poezje wybrane (119 ss.), seria: Biblioteka Poetów XX Wieku
- Pieśni partyzanckie Batalionów Chłopskich. Wybór, wybór Stanisława Młodożeniec-Warowna, Maria Szczawińska (166 ss.)
- Stanisław Piętak, Poezje pierwsze, oprac. Jan Śpiewak (151 ss.)
- Rainer Maria Rilke, Poezje wybrane, tłum. Mieczysław Jastrun (157 ss.), seria: Biblioteka Poetów XX Wieku
- Julian Przyboś, Poezje wybrane (140 ss.), seria: Biblioteka Poetów XX Wieku
- Edward Redliński, Listy z Rabarbaru (167 ss.)
- Tadeusz Różewicz, Poezje wybrane (134 ss.), seria: Biblioteka Poetów XX Wieku
- Henryk Syska, Sosny mazurskiej cień (210 ss.)
- Józef Ryszard Szaflik, Wincenty Witos. Zarys życia i działalności (86 ss.)
- Wisława Szymborska, Poezje wybrane (118 ss.), seria: Biblioteka Poetów XX Wieku

1968:
- Ernest Bryll, Żołnierze (66 ss.), seria: Biblioteka Teatrów Amatorskich
- Józef Dużyk, Droga do Bronowic. Opowieść o Lucjanie Rydlu (359 ss.)
- Tadeusz Fijałkowski, Pod kryptonimem "Wkra" (541 ss.)
- Federico Garcia Lorca, Poezje wybrane, tłum. Jerzy Ficowski (138 ss.), seria: Biblioteka Poetów XX Wieku
- Stanisław Grochowiak, Poezje wybrane (160 ss.), seria: Biblioteka Poetów XX Wieku
- Grażyna Kieniewiczowa, Monika Kretschmerowa, Halina Myszkówna, Alina Sokołowska, Od Agrykoli do Żywnego. Mały słownik patronów ulic Warszawy (202 ss.), seria: Muzeum Historyczne M. St. Warszawy
- Vítězslav Nezval, Poezje wybrane, oprac. Anna Kamieńska (128 ss.), seria: Biblioteka Poetów XX Wieku
- Obywatelskie wychowanie w ZMW. Materiały z seminarium w Tardzie 4-5 V 1968 r. (191 ss.)
- Józef Ozga-Michalski, Poezje wybrane (167 ss.), seria: Biblioteka Poetów XX Wieku
- Maria Pawlikowska-Jasnorzewska, Poezje wybrane (169 ss.), seria: Biblioteka Poetów XX Wieku
- Leopold Staff, Poezje wybrane, wybór Jan Zygmunt Jakubowski (181 ss.), seria: Biblioteka Poetów XX Wieku
- Henryk Syska, Okruchy zdarzeń (195 ss.)
- Julian Tuwim, Poezje wybrane, wybór Juliusz Wiktor Gomulicki (159 ss.), seria: Biblioteka Poetów XX Wieku

1969:
- Aleksandr Błok, Poezje wybrane, wybór Włodzimierz Słobodnik, oprac. Jadwiga Bandrowska-Wróblewska (155 ss.), seria: Biblioteka Poetów XX Wieku
- Halina Cękalska-Zborowska, Wieś w malarstwie i rysunku naszych artystów (356 ss.)
- Stanisław Czernik, Poezje wybrane (158 ss.), seria: Biblioteka Poetów XX Wieku
- Tadeusz Gajcy, Poezje wybrane, oprac. Lesław M. Bartelski (130 ss.), seria: Biblioteka Poetów XX Wieku
- Klub Parlamentarny PSL Piast. Protokoły posiedzeń 1926-1931, oprac. Józef Ryszard Szaflik (216 ss.)
- Edward Kozikowski, Od Prusa do Gojawiczyńskiej (346 ss.)
- Jan Kruszewski, Przed pół wiekiem w stolicy (278 ss.)
- Stanisław Markiewicz, Katolicyzm w Ameryce Łacińskiej (396 ss.)
- Stanisław Orzeł, Zbój świętokrzyski (452 ss.)
- Janusz Osęka, Dramaty na raty (121 ss.), seria: Biblioteka Teatrów Amatorskich
- Józef Putek, Miłościwe pany i krnąbrne chłopy włościany. Szkice i sylwetki z dziejów poddaństwa, pańszczyzny, grabieży wojskowych, procesów sądowych i innych form ucisku społecznego na dawnym pograniczu śląsko-polskim (495 ss.)
- Czesław Rajca, Ruch oporu chłopskiego w Królestwie Polskim w latach 1815-1864 (388 ss.)
- Artur Rimbaud, Poezje wybrane, oprac. Jadwiga Bandrowska-Wróblewska (126 ss.), seria: Biblioteka Poetów
- Kazimierz Przerwa-Tetmajer, Poezje wybrane (144 ss.), seria: Biblioteka Poetów XX Wieku
- Jan Śpiewak, Poezje wybrane (155 ss.), seria: Biblioteka Poetów XX Wieku

1970:
- Charles Baudelaire, Poezje wybrane, wybór Marian Piechal (148 ss.), seria: Biblioteka Poetów
- Alina i Czesław Centkiewicz, Osaczeni wielkim chłodem (316 ss.)
- Historia chłopów polskich. Opracowanie zbiorowe. T. 1, Do upadku Rzczypospolitej szlacheckiej, red. Stefan Inglot (578 ss.)
- Józef Morton, Wielkie kochanie (304 ss.)
- Zbigniew Ryndak, Drugi brzeg miłości (246 ss.)
- Józef Ryszard Szaflik, Polskie Stronnictwo Ludowe Piast 1926-1931 (383 ss.)

1971:
- Działalność wydawniczo-kulturalna LSW. 25 lat LSW (35 ss.)
- Jerzy Harasymowicz, Poezje wybrane, oprac. Jadwiga Bandrowska-Wróblewska (143 ss.), seria: Biblioteka Poetów
- Anna Klubówna, Jadwiga Stępieniowa, W naszej Ojczyźnie (530 ss.)
- Barbara Kocówna, Reymont. Opowieść biograficzna (311 ss.)
- Marek A. Kowalski, Śladami świątków (249 ss.)
- Krzysztof Nowicki, Pertraktacje. Szkice i felietony literackie (373 ss.)
- Antoni Olcha, Brazylijskie profile (256 ss.)
- Aleksander Rymkiewicz, Poezje wybrane (138 ss.), seria: Biblioteka Poetów
- Rys historyczny RKS Sarmata 1921-1971 (14 ss.)
- Henryk Syska, O czarne wody Narwi (152 ss.)

1972:
- Władysław Bielski, Henryk Maziejuk, Stanisław Wiechno, Jak sama młodość. Wybór publicystyki „Zarzewia” (444 ss.)
- Józef Dużyk, Sława panie Włodzimierzu. Opowieść o Włodzimierzu Tetmajerze (397 ss.)
- Małgorzata Hillar, Poezje wybrane (134 ss.), seria: Biblioteka Poetów
- Historia chłopów polskich. Opracowanie zbiorowe. T. 2, Okres zaborów, red. Stefan Inglot (751 ss.)
- Maria Konopnicka, Poezje wybrane, wybór Jan Zygmunt Jakubowski (162 ss.), seria: Biblioteka Poetów
- Maria Łopatkowa, Oczy bez smutku. Nauczyciel, dziecko, środowisko (183 ss.)
- Bronisław Pasierb, Ruch ludowy na Dolnym Śląsku w latach 1945-1949 (276 s.)
- Michał Szulczewski, Magia szklanego ekranu. Szkice o telewizji (201 ss.)

1973:
- Zorian Dołęga-Chodakowski, Śpiewy sławiańskie pod strzechą wiejską zebrane (306 ss.)
- Edward Redliński, Konopielka (230 ss.)
- Safona, Poezje wybrane, oprac. Jadwiga Bandrowska-Wróblewska, tłum. Janina Brzostowska (110 ss.), seria: Biblioteka Poetów

1974:
- Akademicka młodzież ludowa w II Rzeczypospolitej. Relacje, materiały, dokumenty, red. Stanisław Malawski (385 ss.)
- Julian Bartyś, Kółka rolnicze w Królestwie Polskim (380 ss.)
- Aleksander Błachowski, Skarby w skrzyni malowanej czyli O sztuce ludowej inaczej (248 ss.)
- Paweł Bobek, Wspomnienia i zapiski, oprac. nauk. Franciszek Serafin (144 ss.)
- Władysław Gębik, Pod warmińskim niebem (o Michale Lengowskim) (250 ss.)
- Władysław Gołąbek „Boryna”, Stanisława Młodożeniec „Warowna”, Roch Sulima, Partyzanckie twierdze. O współdziałaniu ludności wiejskiej z ruchem oporu (500 ss.)
- Kazimierz Guzik, Kwiatek dla Ewy czyli To i owo o kobietach (48 ss.), seria: Biblioteka Teatrów Amatorskich
- Jolanta Klimowicz, Meksyk miasto trzech kultur (266 ss.)
- Zygmunt Komorowski, Wśród legend i prawd Afryki (176 ss.)
- Władysław Kowalski Utwory wybrane (778 ss.)
- Józef Ignacy Kraszewski, Pułkownikówna (283 ss.)
- Władysław Kurkiewicz, Adam Tatomir, Wiesław Żurawski, Tysiąc lat dziejów Polski, wyd. V zm. (439 ss.)
- Janusz Osęka, Człowiek w ścianie (111 ss.), seria: Biblioteka Teatrów Amatorskich
- Owidiusz, Poezje wybrane, wybór i oprac. Lidia Winniczuk (147 ss.), seria: Biblioteka Poetów
- Halina Rudnicka, Etiuda rewolucyjna (323 ss.)
- Henryk Syska, Skrzypią wrota (234 ss.)
- Maria Wardasówna, Zew przestworzy – opowieść o Żwirce i Wigurze (wyd. III, 264)

1975:
- Emily Dickinson, Poezje wybrane, wybór i tłum. Kazimiera Iłłakowiczówna (172 ss.), seria: Biblioteka Poetów
- Józef Dużyk, Władysław Orkan. Opowieść biograficzna (554 ss.)
- Jolanta Klimowicz, Diabły z Bahia (307 ss.)
- Alain Rene Lesage, Przypadki Idziego Blasa (2 tomy), seria: Biblioteka Klasyki Polskiej i Obcej
- Maria Łopatkowa, Od miłości do zbrodni. Zabójstwa na wsi i w małych miasteczkach (156 ss.)
- Natalia Modzelewska, Pisarz i miłość. Dostojewski, Czechow (337 ss.)
- Władysław Orkan, Komornicy i opowiadania wybrane (267 s.), seria: Biblioteka Klasyki Polskiej i Obcej
- Statut kółka rolniczego (32 ss.)
- Jerzy Urban, Grzechy chodzą po ludziach (532 ss.)

1976:
- Henryk Comte, Zwierzenia adiutanta. W Belwederze i na Zamku (240 ss.)
- Tadeusz Oracki, Rozmówiłbym kamień. Z dziejów literatury ludowej oraz piśmiennictwa regionalnego Warmii i Mazur w XIX i XX wieku (386 ss.)
- William I. Thomas, Florian Znaniecki, Chłop polski w Europie i Ameryce. T. 1, Organizacja grupy pierwotnej, tłum. Maryla Metelska (385 ss.)
- William I. Thomas, Florian Znaniecki, Chłop polski w Europie i Ameryce. T. 2, Organizacja grupy pierwotnej, tłum. Endla Oengo-Knoche (399 ss.)
- William I. Thomas, Florian Znaniecki, Chłop polski w Europie i Ameryce. T. 3, Pamiętnik imigranta, tłum. Stanisław Helsztyński (320 ss.)
- William I. Thomas, Florian Znaniecki, Chłop polski w Europie i Ameryce. T. 4, Dezorganizacja i reorganizacja w Polsce, tłum. Irena Wyrzykowska (203 ss.)
- William I. Thomas, Florian Znaniecki, Chłop polski w Europie i Ameryce. T. 5, Organizacja i dezorganizacja w Ameryce, tłum. Anna Bartkowicz (216 ss.)
- Olgierd Wołczek, Atom, ludzie, kosmos (196 ss.)

1977:
- Euzebiusz Basiński, W jednym organizmie : podstawy i przebieg procesu integracyjnego nad Odrą i Bałtykiem (341 ss.)
- Zofia Bogusławska, Dom w rzece, wyd. II (148 ss.)
- Zbigniew Jerzy Hirsz, Terenowa prasa konspiracyjna ruchu ludowego 1939–1945 (468 ss.)
- Bogumiła Kosmanowa, Modrzewski i jego przeciwnicy (310 ss.)
- Józef Ozga-Michalski, W kogo trafi grom (382 ss.)
- Adam Pach, Drzewiej pod Giewontem, ilustracje Janusz Stanny (141 ss.)
- Janina Rosnowska, Goszczyński. Opowieść biograficzna (430 ss.)
- Henryk Strzelecki, Partyzanci „Lotnej” (227 ss.)
- Lucjan Szenwald, Poezje wybrane, wybór Stanisław Ryszard Dobrowolski (120 ss.), seria: Biblioteka Poetów
- Rabindranath Tagore, Poezje wybrane, oprac. Robert Stiller (133 ss.), seria: Biblioteka Poetów
- Maria Wardasówna, Kościuszko jeździ po Milwaukee (381 ss.)
- Zamojszczyzna – Sonderlaboratorium SS. Zbiór dokumentów polskich i niemieckich z okresu okupacji hitlerowskiej, red. Czesław Madajczyk (2 tomy)

1978:
- Wiesław Stanisław Burger, Ruch ludowy na Pomorzu Zachodnim w latach 1945-1970 (284 ss.)
- Dzienniki sołtysów, wybór i oprac. Władysław Łyś (344 ss.)
- Jan Maria Gisges, Lasowiacy (640 ss.)
- Jerzy Jastrzębski, Wokół kultury i literatury ludowej, 1939-1948 (211 ss.)
- O większy udział młodzieży w społeczno-gospodarczym rozwoju wsi i rolnictwa. IX Plenum Naczelnego Komitetu ZSL [Warszawa 15 grudnia 1977] (80 ss.)
- Jan Bolesław Ożóg, Jak świętych obcowanie. Wspomnienia literackie (126 ss.)
- Tadeusz Peiper, Poezje wybrane, oprac. Krzysztof Karasek (134 ss.), seria: Biblioteka Poetów
- Leszek Siemion, Na wzgórzach Roztocza (166 ss.)
- Henryk Syska, Rozmaitości znad Łyny (137 ss.)

Stron 137
1979:
- Georgi Aleksiew, Rozstaje obłoków tłum. z j. bułgarskiego Hanna Karpińska (318 ss.)
- Marek Borucki, Temida staropolska. Szkice z dziejów sądownictwa Polski szlacheckiej (195 ss.)
- Józef Chałasiński, Drogi awansu społecznego robotnika. Studium oparte na autobiografiach robotników (231 ss.) ISBN 83-205-3128-4
- Historia chłopów śląskich, red. Stefan Inglot (510 ss.) ISBN 83-205-3072-5
- Jan Zygmunt Jakubowski, Porozmawiajmy o poezji (461 ss.)
- Magdalena Klarner-Śniadowska, Wyspy na szlaku tajfunów (212 ss.)
- Mikołaj Kozakiewicz, Z ludźmi o człowieku. Rozmowy (272 ss.) ISBN 83-205-3133-0
- Bożena Krzywobłocka, Róża Krzywobłocka, Magia klejnotów (263 ss.)
- Stefan Melkowski, Pisarz w społeczeństwie (263 ss.) ISBN 83-205-3105-5
- Adam Orłowski, W spółdzielczej rodzinie (245 ss.)

1980:
- Bertolt Brecht, Poezje wybrane, wybór, oprac. i tłum. Robert Stiller (152 ss.), seria: Biblioteka Poetów ISBN 83-205-3279-5
- Halina Cękalska-Zborowska, Koń malowany... (265 ss.)
- Historia chłopów polskich. Opracowanie zbiorowe. T. 3, Okres II Rzeczypospolitej i okupacji hitlerowskiej, red. Stefan Inglot (715 ss.) ISBN 83-205-3152-7
- Horacy, Dzieła tom 1 (Pieśni, Pieśń Stuletnia), tom 2 (Epody, Satyry, Listy), seria: Biblioteka Klasyki Polskiej i Obcej
- Kalevala. Fiński epos narodowy (724 ss.)
- Władysław Kurkiewicz, Adam Tatomir, Wiesław Żurawski, Tysiąc lat dziejów Polski, wyd. VI (279 ss.)
- Edward Stachura, Poezje wybrane, wybór i oprac. Krzysztof Rutkowski (148 ss.), seria: Biblioteka Poetów ISBN 83-205-3270-1
- Henryk Syska, Zamodrzała puszcza świtem (297 ss.)
- Roman Wachowicz, Polskie korzenie. Opowieść o życiu polskich emigrantów w Brazylii (335 ss.) ISBN 83-205-3139-X
- Antonina Zachara-Wnękowa, Baśnie spod Gorców (132 ss.)

1981:
- Zdzisław Grzelak, Inteligencja w społeczności wiejskiej (365 ss.) ISBN 83-205-3268-X
- Bogumiła Kosmanowa, Książka i jej czytelnicy w dawnej Polsce (322 ss.) ISBN 83-205-3260-4
- Księga humoru ludowego, red. Dorota Simonides, ilustracje Andrzej Czeczot (291 ss.)
- Zofia Niedziałkowska, ''Puszcza Zielona. Bory Ostrołęckie. Z przeszłości Kurpiów (197 ss.) ISBN 83-205-3363-5
- Joanna Olkiewicz, Kallimach doświadczony (277 ss.) ISBN 83-205-3292-2
- Leszek Podhorecki, Sobiescy herbu Janina (317 ss.) ISBN 83-205-3234-5
- Jarosław Marek Rymkiewicz, Poezje wybrane (150 ss.), seria: Biblioteka Poetów ISBN 83-205-3177-2
- Ludwik Stomma, Słońce rodzi się 13 grudnia (140 ss.) ISBN 83-205-3341-4
- Kajetan Węgierski, Poezje wybrane, wybór i oprac. Juliusz Wiktor Gomulicki (128 ss.), seria: Biblioteka Poetów ISBN 83-205-3344-9

1982:
- Baśń i dzieci, oprac. Halina Skrobiszewska (357 ss.)
- Henryk Cywiński, Dziesięć wieków pieniądza polskiego. 980–1980 (243 ss.) ISBN 83-205-3413-5
- Florian Znaniecki redaktor "Wychodźcy Polskiego", wybór i komentarze Zygmunt Dulczewski (158 ss.) ISBN 83-205-3397-X
- Wacław Król, Walczyłem pod niebem Londynu (266 ss.)
- Roch Sulima, Literatura a dialog kultur (246 ss.) ISBN 83-205-3439-9
- Bartłomiej Szyndler, I książki mają swoją historię (272 ss.)

1983:
- Teodor Goździkiewicz, O koniach, psach i kotach (419 ss.)
- Zbigniew Góralski, Urzędy i godności w dawnej Polsce (283 ss.)
- Julia Hartwig, Poezje wybrane (174 ss.), seria: Biblioteka Poetów ISBN 83-205-3515-8
- Stanisław Krzeptowski, Gawędy góralskie, wyd. II (78 ss.)
- Jan Marx, Grupa poetycka „Kwadryga” (214 ss.), seria: Biblioteka Poetów ISBN 83-205-3479-8
- Kazimierz Przybysz, Chłopi polscy wobec okupacji hitlerowskiej 1939–1945: zachowania i postawy polityczne na terenach Generalnego Gubernatorstwa (347 ss.)
- Wiesław Piątkowski, Myśl agrarystyczna Stanisława Miłkowskiego (196 ss.}
- Józef Stompor, Człowiek z lancetem i inne opowiadania, wyd. III (388 ss.)
- Karol Wojtyła, Poezje wybrane, wybór Tadeusz Mocarski (112 ss.), seria: Biblioteka Poetów ISBN 83-205-3594-8
- Andrzej Zawada, Gra w ludowe. Nurt chłopski w prozie współczesnej a kultura ludowa (299 ss.) ISBN 83-205-3430-5

1984:
- Zbigniew Góralski, Urzędy i godności w dawnej Polsce (281 ss.) ISBN 83-205-3532-8
- Stefan Melkowski, Domena prozy (413 ss.) ISBN 83-205-3628-6
- Okoliczanie. Antologia poezji polskiego autentyzmu, oprac. i wstęp Jan Bolesław Ożóg (161 ss.) ISBN 83-205-3718-5
- Edward Potkowski, Książka rękopiśmienna w kulturze Polski średniowiecznej (301 ss.) ISBN 83-205-3468-2

1985:
- Apophthegmata (78 ss.)
- Stanisław Burkot, Stanisław Młodożeniec. Rzecz o chłopskim futuryście (171 ss.), seria: Portrety Pisarzy Chłopskich ISBN 83-205-3660-X
- Chłopi w obronie Zamojszczyzny red. Janusz Gmitruk, Zygmunt Mańkowski (236 ss.)
- Edward Chudziński, W kręgu kultury i literatury chłopskiej 1918–1939. Z dziejów chłopskiej prasy literackiej (372 ss.) ISBN 83-205-3705-3
- Kazimierz Dębnicki, Korczak z bliska (180 ss.)
- Joanna Olkiewicz, Polscy Medyceusze (363 ss.) ISBN 83-205-3586-7
- Leszek Podhorecki, Wazowie w Polsce (492 ss.) ISBN 83-205-3639-1
- Edward Redliński, Awans, wyd. III (128 ss.) ISBN 83-205-3672-3
- Józef Ryszard Szaflik, Dzieje ochotniczych straży pożarnych (329 ss.) ISBN 83-205-3510-7

1986:
- Józef Baran, Autor! Autor! Rozmowy z ludźmi pióra i palety (228 ss.) ISBN 83-205-3805-X
- Stanisław Dobiasz, Po wojnie pod kolumną Zygmunta (349 ss.)
- Jerzy Ficowski, Demony cudzego strachu (262 ss.) ISBN 83-205-3776-2
- Stefan Lichański, Pisarstwo wsi i ziemi (334 ss.)
- Józef Ignacy Kraszewski, Powrót do gniazda (221 ss.)
- Zbigniew Sudolski, Jeremi. Opowieść biograficzna o Kornelu Ujejskim (395 ss.) ISBN 83-205-3826-2
- Roch Sulima, Tadeusz Nowak. Zarys twórczości (249 ss.), seria: Portrety Pisarzy Chłopskich ISBN 83-205-3759-2
- Henryk Syska, Na wiązance z białej róży (240 ss.)
- Roman Szydłowski, Brecht. Opowieść biograficzna (570 ss.) ISBN 83-205-3785-1

1987:
- Andrzej Cieński, Julian Przyboś. Kulturowe podstawy twórczości (297 ss.), seria: Portrety Pisarzy Chłopskich ISBN 83-205-3901-3
- Henryk Cywiński, Dziesięć wieków pieniądza polskiego, wyd. 2 uzup. (244 ss.) ISBN 83-205-3413-5
- Józef Ignacy Kraszewski, Jaryna (143 ss.) ISBN 83-205-3883-1
- Joanna Olkiewicz, A jednak się porusza. Opowieść biograficzna o Galileuszu (321 ss.)
- Maria  Rodziewiczówna, Między ustami a brzegiem pucharu (173 ss.)
- Henryk Wiktor Rostkowski, Słynni ludzie w polskich uzdrowiskach (310 ss.) ISBN 83-205-3833-5

1988:
- Stanisław Burkot, Kraszewski. Szkice historycznoliterackie (343 ss.) ISBN 83-205-4128-X
- Zygmunt Firlej, W Kedywie i w „Burzy” (388 ss.) ISBN 83-205-4081-X
- Michał Kaziów, Zdeptanego podnieść (148 ss.)
- Joanna Olkiewicz, Od A do Z czyli o encyklopediach i encyklopedystach (208 ss.) ISBN 83-205-3990-0
- Leszek Podhorecki, Stefan Żółkiewski (318 ss.) ISBN 83-205-4082-8
- Henryk Wisner, Unia. Sceny z przeszłości Polski i Litwy (327 ss.) ISBN 83-205-4027-5

1989:
- Chłop polski. Szkic do portretu, wybór i wstęp Jan Socha (258 ss.) ISBN 83-205-4042-9
- Zbigniew Dworak, Zbigniew Sołtys, Marek Żbik, Wszechświat i ewolucja (22 ss.) ISBN 83-205-4037-2
- Karol Jackowski, Podbijanie Ameryki (180 ss.) ISBN 83-205-4170-0
- Julian Kawalec, W gąszczu bram (372 ss.) ISBN 83-205-4093-3
- Wacław Korabiewicz, Cuda bez cudu – rzecz o dziwnych lekach (244 ss.) ISBN 83-205-3846-7
- Adam Molenda, Epitafium dla Kirkora (232 ss.) ISBN 83-205-4134-4
- Stanisław Świrko, Z Mickiewiczem pod rękę czyli życie i twórczość Jana Czeczota (325 ss.) ISBN 83-205-4099-2

1990:
- Stanisław Barańczak, Poezje wybrane, przedm. Stanisław Barańczak (142 ss.), seria: Biblioteka Poetów ISBN 83-205-4379-7
- Józef Łobodowski, Poezje wybrane, przedm. Józef Zięba (134 ss.), seria: Biblioteka Poetów ISBN 83-205-4380-0

1991:
- Adam Bień, Bóg wyżej – dom dalej. 1939-1949 (343 ss.) ISBN 83-205-4367-3
- William Blake, Poezje wybrane, oprac. Zygmunt Kubiak (163 ss.), seria: Biblioteka Poetów ISBN 83-205-4413-0
- Tadeusz Kisielewski, Federacja środkowo-europejska. Pertraktacje polsko-czechosłowackie 1939–1943 (268 ss.) ISBN 83-205-4400-9
- Tadeusz Kisielewski, Piłsudski, Sikorski... Mikołajczyk (162 ss.) ISBN 83-205-4419-X

1992:
- Antologia palatyńska. Nowy przekład, tłum. Zygmunt Kubiak (222 ss.) ISBN 83-205-4451-3
- Paweł Hertz, Poezje wybrane, wybór Klemens Górski (141 ss.), seria: Biblioteka Poetów ISBN 83-205-4424-6

1993:
- Anatol France, Historia komiczna, tłum. Paweł Hertz (118 ss.)
- Wiesław Piątkowski, Wokół idei agraryzmu (56 ss.)

1994:
- Fraszki z pieprzykiem. Od Reja do Sztaudyngera, wybór Małgorzata Gołembnik, Lidia Wrzosek, ilustracje Szymon Kobyliński (111 ss.) ISBN 83-205-4480-7

1995:
- Lukrecjusz, O naturze rzeczy. Wybór, oprac. Grzegorz Żurek (196 ss.), seria: Biblioteka Poetów ISBN 83-205-4472-6
- Adam Mickiewicz, Mickiewicz – dzieciom, wybór Grzegorz Leszczyński, ilustracje Artur Gołębiowski (77 ss.) ISBN 83-205-4489-0
- Wincenty Witos, Moja tułaczka w Czechosłowacji, oprac. Eugeniusz Karczewski, Józef Ryszard Szaflik, (640 ss.) ISBN 83-205-3649-9

1996:
- Lenartowicz – dzieciom, wybór i opracowanie Grzegorz Leszczyński (77 ss.) ISBN 83-205-4502-1
- Platon, Platona poezja i mądrość, oprac. Zygmunt Kubiak (102 ss.) ISBN 83-205-4496-3

1997:
- Mieczysław Ślesicki, Gniazdo. Powieść dla młodzieży (219 ss.) ISBN 83-205-4514-5

1998:
- Adam Ziemianin, Poezje wybrane (139 ss.), seria: Biblioteka Poetów ISBN 83-205-4535-8

1999:
- Janusz Stanisław Pasierb, Poezje wybrane, wybór Bernadetta Kuczera-Chachulska (147 ss.), seria: Biblioteka Poetów ISBN 83-205-4540-4

2000:
- Janusz Adam Kobierski, Poezje wybrane (143 ss.), seria: Biblioteka Poetów ISBN 83-205-4564-1

2001:
- Zbigniew Przyrowski, Pan Ambroży czyli Jak to było w dawnej Polsce, red. Stanisław Grabowski, ilustracje Barbara Kuropiejska-Przybyszewska (92 ss.) ISBN 83-205-4562-5

2002:
- Jan Twardowski, Wiersze zebrane 1932-2002, red. Stanisław Grabowski, ilustracje Barbara Kuropiejska-Przybyszewska (942 ss.) ISBN 83-205-4673-7

2003:
- Felicja Konarska, Kolory w szarości (275 ss.) ISBN 83-205-4650-8

2004:
- Bożena Boczarska, Słowiański wiking (110 ss.) ISBN 83-205-4675-3
- Stanisław Rogala, Poezje wybrane (183 ss.), seria: Biblioteka Poetów ISBN 978-83-205-4791-7

2005:
- 13 pieśni o sake, wybór Henryk Socha, tłum. Wiesław Kotański (128 ss.), seria: Skarby Orientu ISBN 83-205-4708-3
- Dominika Ćosić, Uśmiech Dalidy (145 ss.) ISBN 83-205-4756-3
- Eugeniusz Łastowski, Szumiały lasy (378 ss.) ISBN 83-205-4652-4
- Samurajskie wersety, oprac. Henryk Socha, tłum. Agnieszka Żuławska-Umeda (111 ss.), seria: Skarby Orientu ISBN 83-205-4764-4

2006:
- Janusz Frankiewicz, Gorejące ognie (151 ss.) ISBN 83-205-4693-1

2007:
- Andrzej Zaniewski, Poezje wybrane (158 ss.), seria: Biblioteka Poetów ISBN 978-83-205-4655-2

2008:
- Henryk Gała, Poezje wybrane, oprac. Janusz Termer (170 ss.), seria: Biblioteka Poetów ISBN 978-83-205-4790-0
- Stanisław Nyczaj, Poezje wybrane (166 ss.), seria: Biblioteka Poetów ISBN 978-83-205-4735-1
- Saturnin Sobol, Zielony Sztandar 1931-2008 (197 ss.) ISBN 978-83-205-4804-4

2009:
- Andrzej Bartyński, Poezje wybrane (214 ss.), seria: Biblioteka Poetów ISBN 978-83-205-5436-6
- Tadeusz Chabrowski, Poezje wybrane, wybór Piotr Sanetra (211 ss.), seria: Biblioteka Poetów ISBN 978-83-205-5427-4
- Anna Kajtochowa, Poezje wybrane (176 ss.), seria: Biblioteka Poetów [błędny ISBN]
- Krystyna Szlaga, Poezje wybrane (143 ss.), seria: Biblioteka Poetów ISBN 978-83-205-5424-3

2010:
- Janusz Drzewucki, Poezje wybrane (162 ss.), seria: Biblioteka Poetów ISBN 978-83-205-5444-1
- Andrzej Grabowski, Poezje wybrane (192 ss.), seria: Biblioteka Poetów ISBN 978-83-205-5471-7
- Stefan Jurkowski, Poezje wybrane (175 ss.), seria: Biblioteka Poetów ISBN 978-83-205-5450-2
- Sylwestra Rojek, Bogowie i ludzie czyli Mityczne dzieje ludzkości. Cz. 1, Aniołowie i syreny (216 ss.) ISBN 978-83-205-5448-9
- Sylwestra Rojek, Bogowie i ludzie czyli Mityczne dzieje ludzkości. Cz. 2, Złoty i srebrny wiek (250 ss.) ISBN 978-83-205-5469-4
- Andrzej Warzecha, Poezje wybrane (131 ss.), seria: Biblioteka Poetów ISBN 978-83-205-5453-3

2011:
- Piotr Dumin, Poezje wybrane (140 ss.), seria: Biblioteka Poetów ISBN 978-83-205-5483-0
- Sylwestra Rojek, Bogowie i ludzie czyli Mityczne dzieje ludzkości. Cz. 3, Aniołowie i syreny (322 ss.) ISBN 978-83-205-5490-8

2012:
- Tomasz Tafliński, Od nerwicy do depresji. Jak sobie radzić z lękiem (67 ss.) ISBN 978-83-205-5500-4
- Jan Tulik, Poezje wybrane (135 ss.), seria: Biblioteka Poetów ISBN 978-83-205-5506-6

2013:
- Ireneusz Gębski, Moja żmija (182 ss.) ISBN 978-83-205-5533-2
- Roman Maliński, Za bramą marzeń. Wspomnienia emigranta (194 ss.) ISBN 978-83-205-5536-3
- Sylwestra Rojek, Bogowie i ludzie czyli Mityczne dzieje ludzkości. Cz. 4, Naród wybrany (358 ss.) ISBN 978-83-205-5523-3

2014:
- Piotr Fałczyński, Więcej niż nic (108 ss.) ISBN 978-83-205-5581-3
- Ireneusz Gębski, Od moroszki po morwę (283 ss.) ISBN 978-83-205-5560-8
- Rafał Golat, Hetman Stanisław Rewera Potocki. Zarys biografii (164 ss.) ISBN 978-83-205-5557-8
- Krzysztof Kamieński, Nici przeznaczenia (195 ss.) ISBN 978-83-205-5565-3
- Zofia Mierzejewska, Daleka, Daleka. List do Stalina (94 ss.) ISBN 978-83-205-5580-6
- Marek Żbik, Opowieści nie tylko z tej ziemi (198 ss.) ISBN 978-83-205-5570-7

2015:
- Marian Dziwisz, Semper in altum – zawsze wzwyż (169 ss.) ISBN 978-83-205-5590-5
- Marek Pieczara, Złodzieje życia (214 ss.) ISBN 978-83-205-5609-4
- Stanisława Pudełkiewicz, Ksiądz Gabriel i życie czyli Filozofia według maluczkich (499 ss.) ISBN 978-83-205-5596-7
- Sylwestra Rojek, Bogowie i ludzie czyli Mityczne dzieje ludzkości. Cz. 5, Władcy Zodiaku (451 ss.) ISBN 978-83-205-5589-9
- Janusz Wasylkowski, Pęknięta matowa szyba. Opowiadania (99 ss.) ISBN 978-83-205-5598-1
- Barbara Ziółkowska-Tarkowska, Sekret zielonej perły. Powieść (246 ss.) ISBN 978-83-205-5611-7
- Marek Żbik, Abaddon (164 ss.) ISBN 978-83-205-5603-2

2016:
- Maria Orciuch, Gdy dojrzeją śliwki (233 ss.) ISBN 978-83-205-5627-8
- Marek Żbik, Argonauci kosmosu (176 ss.) ISBN 978-83-205-5642-1
- Marek Żbik, Zemsta kosmosu (184 ss.) ISBN 978-83-205-5624-7

2017:
- Zbigniew Badowski, Anchesenamon małżonka Tutenchamona (393 ss.) ISBN 978-83-205-5619-3
- Maria Orciuch, Osobliwy zakątek (207 ss.) ISBN 978-83-205-5657-5
- Janusz Sikorski, Ludyczność werbalna w perspektywie lingwistycznej (151 ss.) ISBN 978-83-205-5662-9
- Bogdan Świecimski, Odlot. Kryminał magiczny (99 ss.) ISBN 978-83-205-5654-4
- Apolinary Waźbiński, Z duńskiej farmy na salony (237 ss.) ISBN 978-83-205-5656-8

2018:
- Helena Pasławska, Magiczny świat Ewy i Elenki (28 ss.)
- Emil Tokarczyk, Mane tekel fares (85 ss.) ISBN 978-83-205-5697-1